# Magesås
Magesås est une localité du comté de Troms, en Norvège.

## Géographie
Administrativement, Magesås fait partie de la kommune de Salangen.